# Parfümeur

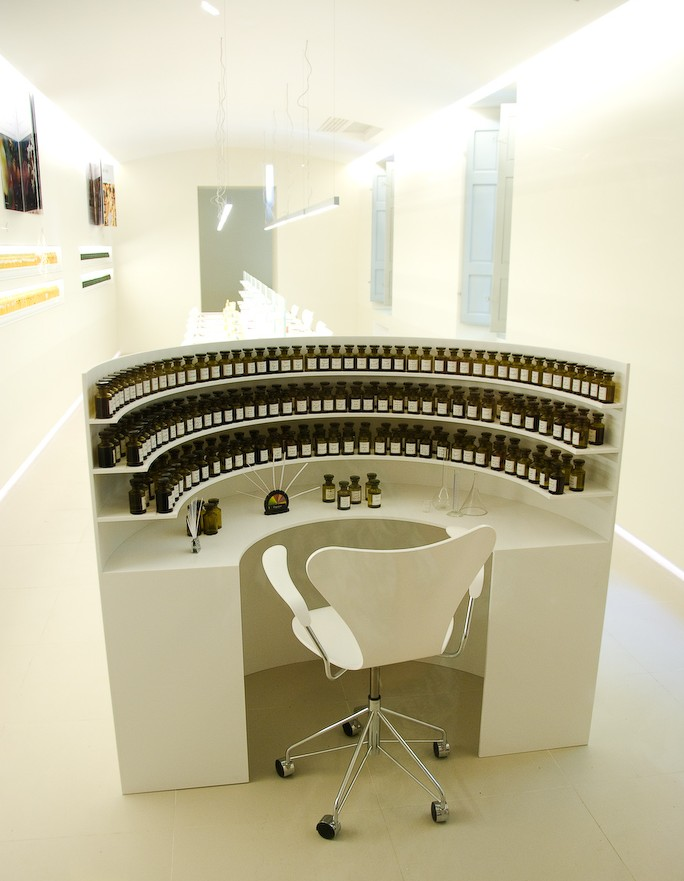
Die „Parfümorgel“, der Arbeitsplatz eines Parfümeurs

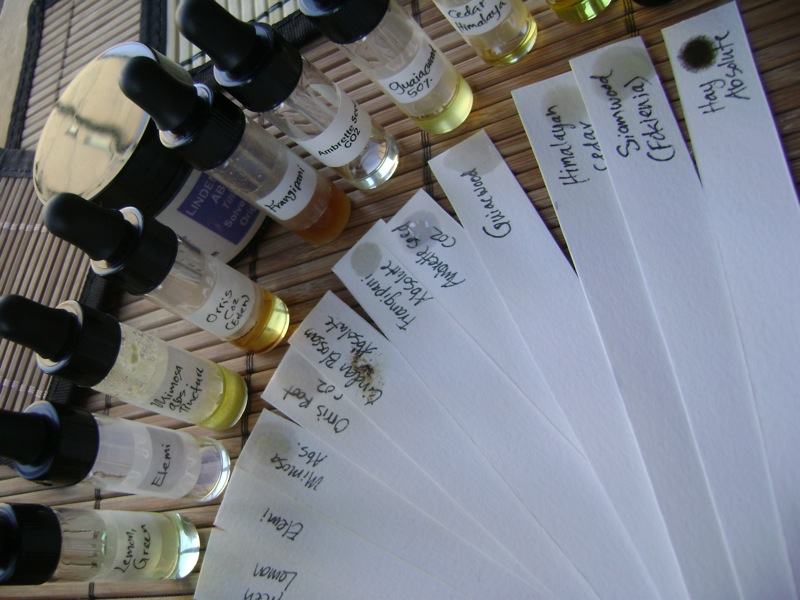
Arbeitsmaterial eines Parfümeurs

Parfümeur (fem.: Parfümeurin) ist ein Beruf zur Kreation von Parfüm, der allerdings in Deutschland kein Ausbildungsberuf ist.

## Berufsbild
Neben einem entsprechend ausgeprägten Geruchssinn, musischer Begabung und sinnlicher Erlebnisfähigkeit sind Kenntnisse aus anderen Berufen für den Einstieg erforderlich. Dieser ist über mehrere Wege möglich: Chemielaboranten, Pharmazeuten, Absolventen eines Studiums der Chemie, Lebensmittelchemie oder Biologie, Kosmetiklaboranten und Drogisten haben gute Voraussetzungen. Ein direkter Einstieg ist selten. Meistens ergreifen Menschen diesen Beruf, die vorher bereits durch Arbeit oder Familie damit in Berührung gekommen sind. Die Ausbildung erfolgt daher in der Regel direkt in den Unternehmen oder durch Familienmitglieder und dauert etwa drei Jahre.
Da die Komposition eines Parfüms ein Prozess ist, der besondere Kreativität erfordert, sind Parfümeure Menschen, die häufig auch über künstlerische Fähigkeiten in anderen Bereichen verfügen, ohne dass sie Dichter, Komponisten oder Ähnliches sein müssen.
Parfümeure, die ausschließlich für ein einziges Unternehmen arbeiten, gibt es bei Hermès und Chanel. Alle anderen Hersteller vergeben die Komposition der Düfte an freie Parfümeure.

## Ausbildung
Einen universitären Studiengang zur Ausbildung von Parfümeuren gibt es nicht, da sich ein derartiger Aufwand bei weltweit etwa 2000 Parfümeuren nicht lohnt. Allerdings gibt es einige Parfümeur-Schulen, wie das Institut supérieur international du parfum, de la cosmétique et de l’aromatique alimentaire (Isipca) in Versailles oder die École de Parfumerie Givaudan in Argenteuil. Die Bewerber haben eine sehr anspruchsvolle Aufnahmeprüfung zu bestehen. Seit einiger Zeit ist die Ausbildung nicht mehr von Männern dominiert.

## Tradition
Die Schutzpatronin der Parfümeure ist die hl. Maria Magdalena.